# Quần vợt tại Đại hội Thể thao Đông Nam Á 2007

Quần vợt tại Đại hội Thể thao Đông Nam Á năm 2007 được tổ chức vào ngày từ ngày 7 đến ngày 15 tháng 12 năm 2007 tại sân quần vợt thuộc Khu liên hợp kỷ niệm sinh nhật lần thứ 80 của Quốc vương, Nakhon Ratchasima, Thái Lan. Chương trình thi đấu gồm các nội dung đơn, đôi và đồng đội cho cả nam và nữ, cùng nội dung đôi nam–nữ, tranh tài theo thể thức loại trực tiếp chuẩn quốc tế. Đoàn chủ nhà Thái Lan thống trị môn quần vợt với 5 huy chương vàng.

## Xếp hạng theo quốc gia
| Hạng | Đoàn        | Vàng | Bạc | Đồng | Tổng |
| ---- | ----------- | ---- | --- | ---- | ---- |
| 1    | Thái Lan    | 5    | 2   | 3    | 10   |
| 3    | Indonesia   | 1    | 3   | 3    | 7    |
| 4    | Philippines | 1    | 2   | 4    | 7    |
| 5    | Việt Nam    | 0    | 0   | 2    | 2    |
| 6    | Malaysia    | 0    | 0   | 1    | 1    |
| 6    | Campuchia   | 0    | 0   | 1    | 1    |
| Tổng | Tổng        | 7    | 7   | 14   | 28   |

## Bảng huy chương
| Nội dung     | Vàng                                                                                   | Bạc                                                                                | Đồng                                                                           | Đồng                                                                          |          |
| ------------ | -------------------------------------------------------------------------------------- | ---------------------------------------------------------------------------------- | ------------------------------------------------------------------------------ | ----------------------------------------------------------------------------- | -------- |
| Đơn nam      | Mamiit Cecil                                                                           | Udomchoke Danai                                                                    | Sie Elbert                                                                     | Tan Nysan                                                                     | chi tiết |
| Đơn nữ       | Gumulya Sandy                                                                          | Luangnam Nudnida                                                                   | Tedjakusuma Romana                                                             | Lertcheewakarn Noppawan                                                       | chi tiết |
| Đồng đội nam | Thái Lan Udomchoke Danai Ratiwatana Sanchai Ratiwatana Sonchat Doakmaiklee Weerapat    | Indonesia Rungkat Christopher Benjamin Suwandi Suwandi Sie Elbert -                | Philippines Taino Frederick Tierro Patrick John Mamiit Cecil Arcilla Johnny    | Việt Nam Lê Quốc Khánh (quần vợt) Đỗ Minh Quân Ngô Quang Huy Trần Thanh Hoàng | chi tiết |
| Đồng đội nữ  | Thái Lan Tanasugarn Tamarine Viratprasert Suchanun Luangnam Nudnida Tongsalee Napaporn | Indonesia Gumulya Sandy Tedjakusuma Romana Prakusya Wynne Adiati Widjaja Angelique | Malaysia Sia Huey Teng Chong Dorothy Vythinathan Chellapriya Noordin Jawairiah | Philippines Arevalo Czarina Dy Denise Matias Diane Pang Michelle              | chi tiết |
| Đôi nam      | Thái Lan Ratiwatana Sanchai Ratiwatana Sonchat                                         | Philippines Taino Frederick Mamiit Cecil                                           | Indonesia Rungkat Christopher Benjamin Sie Elbert                              | Việt Nam Lê Quốc Khánh (quần vợt) Đỗ Minh Quân                                | chi tiết |
| Đôi nữ       | Thái Lan Tanasugarn Tamarine Tongsalee Napaporn                                        | Indonesia Gumulya Sandy Tedjakusuma Romana                                         | Philippines Dy Denise Matias Diane                                             | Thái Lan Viratprasert Suchanun Wannasuk Nungnadda                             | chi tiết |
| Đôi nam nữ   | Thái Lan Ratiwatana Sanchai Tongsalee Napaporn                                         | Philippines Mamiit Cecil Dy Denise                                                 | Philippines Taino Frederick Matias Diane                                       | Thái Lan Ratiwatana Sonchat Tanasugarn Tamarine                               | chi tiết |